# Bussière-Saint-Georges
Pour les articles homonymes, voir Bussière et Saint-Georges.
Bussière-Saint-Georges est une commune française située dans le département de la Creuse, en région Nouvelle-Aquitaine.

## Géographie
| Vijon Indre | Saint-Priest-la-Marche Cher |               |
| Nouzerines  | Bussière-Saint-Georges      | Saint-Marien  |
|             | Malleret-Boussac            | Boussac-Bourg |

### Climat
Pour des articles plus généraux, voir Climat de la Nouvelle-Aquitaine et Climat de la Creuse.
Historiquement, la commune est exposée à un climat océanique limousin.  
En 2020, Météo-France publie une typologie des climats de la France métropolitaine dans laquelle la commune est dans une zone de transition entre le climat océanique altéré et le climat de montagne et est dans la région climatique  Ouest et nord-ouest du Massif Central, caractérisée par une pluviométrie annuelle de 900 à 1 500 mm, maximale en automne et en hiver.
Pour la période 1971-2000, la température annuelle moyenne est de 10,2 °C, avec  une amplitude thermique annuelle de 15,3 °C. Le cumul annuel moyen de précipitations est de 988 mm, avec 12,8 jours de précipitations en janvier et 8,3 jours en juillet. Pour la période 1991-2020, la température moyenne annuelle observée sur la station météorologique la plus proche, située sur la commune de Boussac à 8 km à vol d'oiseau, est de 11,0 °C et le cumul annuel moyen de précipitations est de 896,4 mm,. Pour l'avenir, les paramètres climatiques de la commune estimés pour 2050 selon différents scénarios d’émission de gaz à effet de serre sont consultables sur un site dédié publié par Météo-France en novembre 2022.

## Urbanisme

### Typologie
Au 1er janvier 2024, Bussière-Saint-Georges est catégorisée commune rurale à habitat très dispersé, selon la nouvelle grille communale de densité à 7 niveaux définie par l'Insee en 2022.
Elle est située hors unité urbaine et hors attraction des villes,.

### Occupation des sols
L'occupation des sols de la commune, telle qu'elle ressort de la base de données européenne d’occupation biophysique des sols Corine Land Cover (CLC), est marquée par l'importance des territoires agricoles (93 % en 2018), une proportion sensiblement équivalente à celle de 1990 (92,3 %). La répartition détaillée en 2018 est la suivante : 
zones agricoles hétérogènes (33,7 %), prairies (29,8 %), terres arables (29,4 %), forêts (7 %). L'évolution de l’occupation des sols de la commune et de ses infrastructures peut être observée sur les différentes représentations cartographiques du territoire : la carte de Cassini (XVIIIe siècle), la carte d'état-major (1820-1866) et les cartes ou photos aériennes de l'IGN pour la période actuelle (1950 à aujourd'hui).

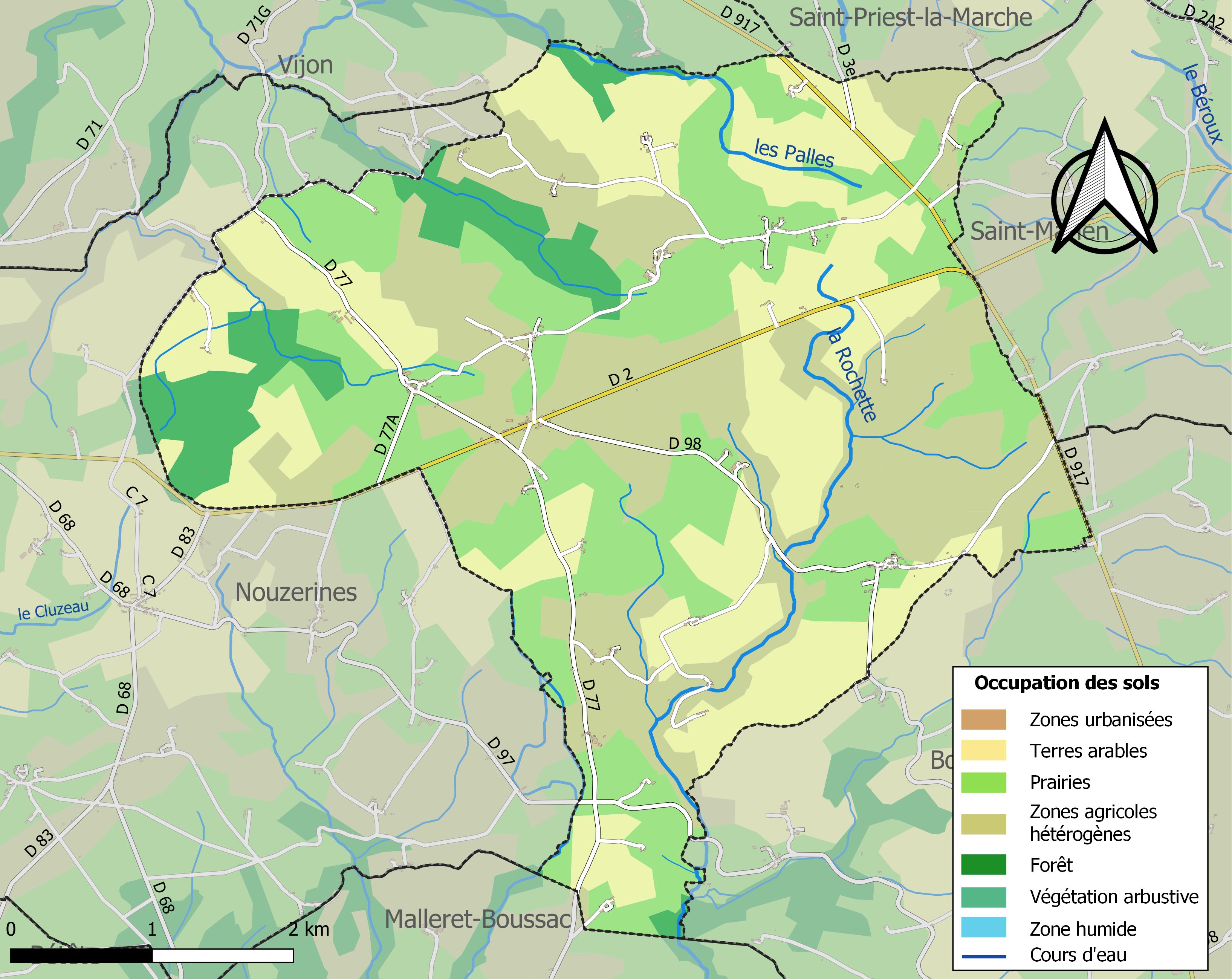
Carte des infrastructures et de l'occupation des sols de la commune en 2018 (CLC).

### Risques majeurs
Le territoire de la commune de Bussière-Saint-Georges est vulnérable à différents aléas naturels : météorologiques (tempête, orage, neige, grand froid, canicule ou sécheresse) et séisme (sismicité faible). Un site publié par le BRGM permet d'évaluer simplement et rapidement les risques d'un bien localisé soit par son adresse soit par le numéro de sa parcelle.

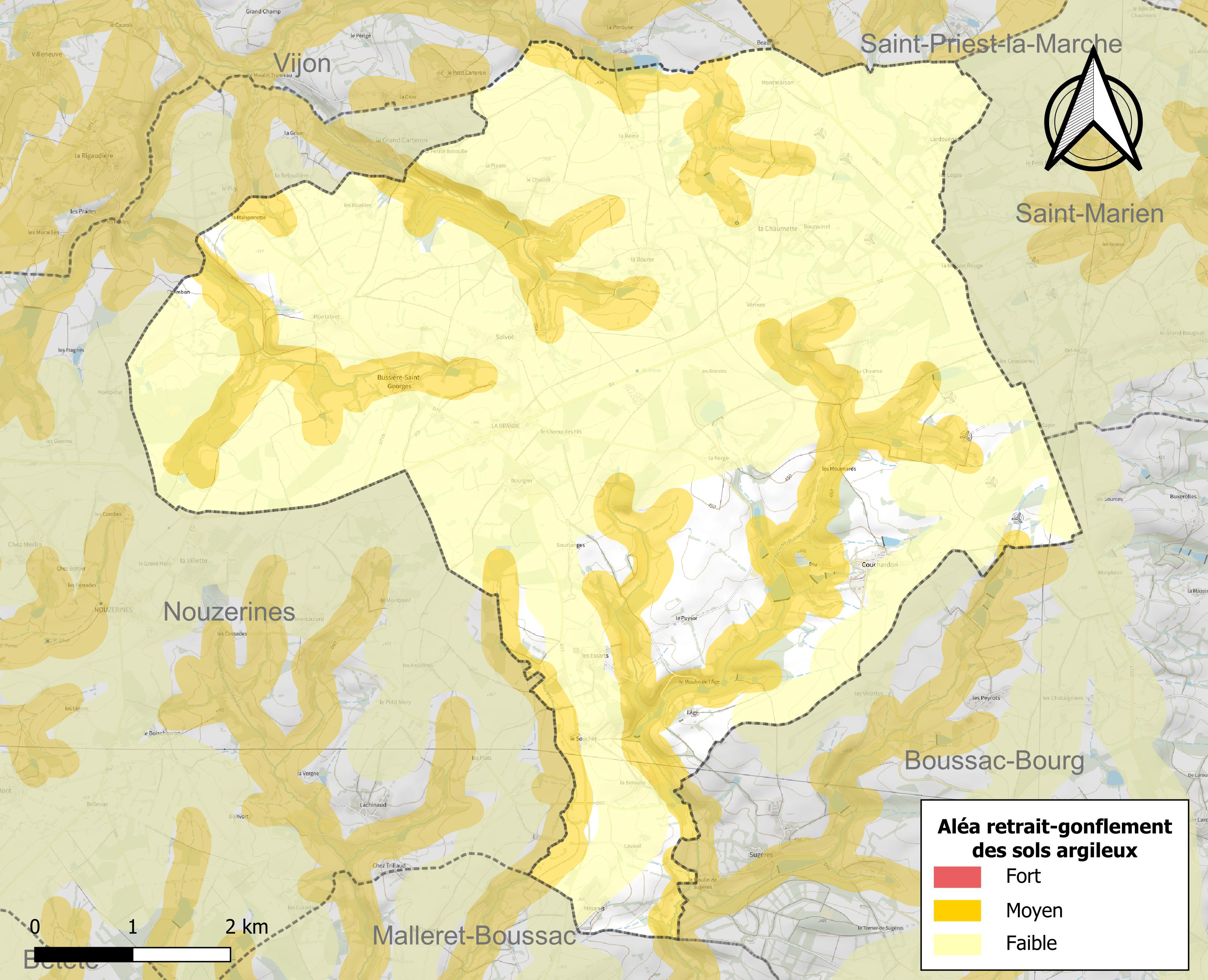
Carte des zones d'aléa retrait-gonflement des sols argileux de Bussière-Saint-Georges.

Le retrait-gonflement des sols argileux est susceptible d'engendrer des dommages importants aux bâtiments en cas d’alternance de périodes de sécheresse et de pluie. 26,5 % de la superficie communale est en aléa moyen ou fort (33,6 % au niveau départemental et 48,5 % au niveau national). Sur les 207 bâtiments dénombrés sur la commune en 2019,  12 sont en aléa moyen ou fort, soit 6 %, à comparer aux 25 % au niveau départemental et 54 % au niveau national. Une cartographie de l'exposition du territoire national au retrait gonflement des sols argileux est disponible sur le site du BRGM,.
Par ailleurs, afin de mieux appréhender le risque d’affaissement de terrain, l'inventaire national des cavités souterraines permet de localiser celles situées sur la commune.
La commune a été reconnue en état de catastrophe naturelle au titre des dommages causés par les inondations et coulées de boue survenues en 1982 et 1999. Concernant les mouvements de terrains, la commune a été reconnue en état de catastrophe naturelle au titre des dommages causés par des mouvements de terrain en 1999.

## Toponymie
Durant la Révolution, la commune porte le nom de Bussière-Nouvelle.

## Politique et administration

### Liste des maires
| Période                                  | Période  | Identité                    | Étiquette | Qualité              |
| ---------------------------------------- | -------- | --------------------------- | --------- | -------------------- |
| 1881                                     | 1884     | Camille Cousset (1833-1895) |           | Avocat               |
| Les données manquantes sont à compléter. |          |                             |           |                      |
| mars 2001                                | 2008     | Marcel Deschamps            |           |                      |
| mars 2008                                | En cours | Gérard Thomazon             | DVG       | Agriculteur retraité |

### Politique environnementale
Parc éolien du Pays de Boussac : en 2012, mise en activité de l'un des deux parcs éoliens (ZDE) de Creuse (7 éoliennes sur le territoire communal, 2 sur le territoire de la commune voisine, Saint-Marien) hauteur des éoliennes 146 mètres, puissance de 2,5 MW par éolienne. Inauguration officielle le 6 septembre 2012 en présence des personnalités du département.

## Démographie
L'évolution du nombre d'habitants est connue à travers les recensements de la population effectués dans la commune depuis 1793. Pour les communes de moins de 10 000 habitants, une enquête de recensement portant sur toute la population est réalisée tous les cinq ans, les populations de référence des années intermédiaires étant quant à elles estimées par interpolation ou extrapolation. Pour la commune, le premier recensement exhaustif entrant dans le cadre du nouveau dispositif a été réalisé en 2007.

En 2022, la commune comptait 259 habitants, en évolution de +1,57 % par rapport à 2016 (Creuse : −3,32 %, France hors Mayotte : +2,11 %).
| 1793 | 1800 | 1806 | 1821 | 1831 | 1836 | 1841 | 1846 | 1851 |
| ---- | ---- | ---- | ---- | ---- | ---- | ---- | ---- | ---- |
| 490  | 470  | 440  | 602  | 763  | 803  | 797  | 720  | 694  |

| 1856 | 1861 | 1866 | 1872 | 1876 | 1881 | 1886 | 1891 | 1896 |
| ---- | ---- | ---- | ---- | ---- | ---- | ---- | ---- | ---- |
| 688  | 651  | 654  | 685  | 726  | 712  | 746  | 783  | 798  |

| 1901 | 1906 | 1911 | 1921 | 1926 | 1931 | 1936 | 1946 | 1954 |
| ---- | ---- | ---- | ---- | ---- | ---- | ---- | ---- | ---- |
| 787  | 769  | 734  | 657  | 618  | 602  | 628  | 582  | 513  |

| 1962 | 1968 | 1975 | 1982 | 1990 | 1999 | 2006 | 2007 | 2012 |
| ---- | ---- | ---- | ---- | ---- | ---- | ---- | ---- | ---- |
| 483  | 422  | 355  | 256  | 239  | 184  | 208  | 211  | 244  |

| 2017 | 2022 | - | - | - | - | - | - | - |
| ---- | ---- | - | - | - | - | - | - | - |
| 256  | 259  | - | - | - | - | - | - | - |

## Culture locale et patrimoine

### Lieux et monuments
L’église de Bussière-Saint-Georges est placée sous le vocable de saint Georges, le saint cavalier pourfendeur du dragon. Bien que le site ait été peuplé dès l’époque gallo-romaine, l’origine de l’église actuelle doit remonter au XIIe siècle comme beaucoup d’églises des environs. La trace visible de cette origine est la présence des modillons sur le haut du mur de l’abside, grossièrement sculptés en forme de visages humains ainsi que celle de quatre petites fenêtres obturées mais encore visibles sur le mur sud de la nef et également sur l’abside. L’ancienne paroisse de Bussière-Saint-Georges était, elle, placée sous la protection des saints Gervais et Protais. Le jour de leur fête, le 19 juin, avaient lieu des foires sur la place du bourg, ainsi que des processions à une source située à une centaine de mètres de l’église et aménagée en lavoir. L’église fut naturellement restaurée à plusieurs reprises, et même, semble-t-il, reconstruite vers 1625 (un graffiti découvert sous les boiseries l’atteste). Les restaurations ultérieures datent de 1842 et 1887. Le clocher est typique des clochers creusois, de plan carré tronconique passant sans transition au plan octogonal.
Devant l’église, côté nord et est, se trouvait l’ancien cimetière, transféré en dehors du bourg sur un terrain offert à la commune par un généreux donateur en 1842. Depuis le XVIIIe siècle, le mouvement de transfert des cimetières à l’extérieur était quasi généralisé. Ce déplacement était rendu ici d’autant plus nécessaire que le sol très rocheux de son emplacement ne permettait que des inhumations à trop faible profondeur. Après le transfert, et du fait du développement de la commune, qui compta jusqu’à 797 habitants à cette époque, il fut question de construire le nouveau presbytère sur cet emplacement mais on dut renoncer à ce projet et le donateur intervint de nouveau pour offrir un terrain un peu excentré par rapport au bourg et le presbytère, qui existe toujours, y fut construit en 1844, favorisé de plus par un don de la reine Marie-Amélie, épouse du roi Louis-Philippe.
Près du jeune tilleul se trouve une croix de granit ; elle a été raccourcie d’environ 50 cm à la suite de sa réparation après sa chute dans les années 1980. Devant la croix une pierre plate, de granit elle aussi, dite « pierre des morts » ; c’est en effet sur cette pierre que traditionnellement on posait le cercueil arrivant à l’église. Son extrême simplicité ne permet pas de la dater précisément. Les deux cloches, quant à elles, sont datées comme c’est souvent le cas. L’inscription de la petite cloche nous dit : « L’an 1868, j’ai été bénite par monsieur Jean-Baptiste Justin Peyroux, curé de Bussière-Saint-Georges, monsieur Jean Ladet étant maire, et faite par la générosité des habitants de la paroisse et en  particulier de Monsieur Louis Lebas, grand-père du parrain. J’ai eu pour parrain Monsieur Louis Silvain Pascouret, fils de feu Silvain Pascouret et de feue Virginie Marguerite Lebas, et pour marraine Mlle Marie Eugénie Guy, fille de M. Jean Guy et de Madame Françoise Pascouret. Bollée et ses fils, fondeurs à Orléans, 1868 ». L’inscription de la grosse cloche est la même à l’exception du nom du parrain : Jean Tabourin, fils de M. Tabourin et de Mme Maria Auclerc et du nom de la marraine : Mme Marie Pauline Ladet, fille de M. Antoine Ladet et de Mme Jeanne Debize.
À l’intérieur, on découvre une disposition classique en croix latine ; on voit nettement la séparation entre la voute du chœur et celle de la nef, mal raccordées au moment d’une reconstruction, vraisemblablement en 1842. La chapelle du Nord est consacrée à la Vierge, celle du Sud à saint Georges. Le grand autel est de style baroque, en bois peint en trompe-l'œil de marbre, du XVIIIe siècle ; il recouvre une très ancienne pierre d’autel en granit ; à son sommet, un reliquaire contient les reliques d’un saint non identifié. Quatre statues de bois ornent l’autel : il s’agit des saints Gervais et Protais, les saints patrons tenant la palme du martyre, de saint Antoine et de saint Roch accompagné de l’ange qui le nourrissait lors de sa maladie (certaines versions le représentent avec un chien qui jouait le même rôle). Des logettes plates sont garnies de deux petites statues, les deux autres ayant disparu en 1973. Sur l’autel de la chapelle sud, se trouve une statue baroque qui est certainement de la même origine que celles de l’autel principal du fait de leur grande ressemblance de traits et de style.
Les autres statues dites « sulpiciennes » sont de la fin du XIXe siècle et représentent sainte Anne et la Vierge, saint Joseph (1893), le Sacré-Cœur, saint François et l’Immaculée-Conception. La statue la plus surprenante est certainement la Pietà ; elle est réalisée en torchis, mélange de paille et de terre non cuite, matériau modeste qui révèle la pauvreté de la paroisse ; elle était à l’origine à la chapelle du Souchet mais a été placée ici pour des raisons de sécurité du fait de la grande vétusté de cette chapelle sise sur le territoire communal. Il faut noter l’étrange changement de l’expression du visage de la Vierge, selon que l’on se place sur sa droite ou sur sa gauche.
Les vitraux figurent la Vierge et saint Georges dans leurs chapelles respectives ainsi que le Saint-Esprit dans l’oculus. Près de la grande porte se trouve un bénitier richement décoré de feuilles d’acanthe.
Au lieu-dit Le Souchet se dresse la Chapelle de la Nativité de Notre-Dame.

### Personnalités liées à la commune
- Camille Cousset (1833-1895) avocat, maire (1881-1884) et député de la Creuse (1885-1893) ; il est inhumé au cimetière de la commune. Sa tombe est encore visible, ainsi que sa maison, au bourg.